# Stary Sącz

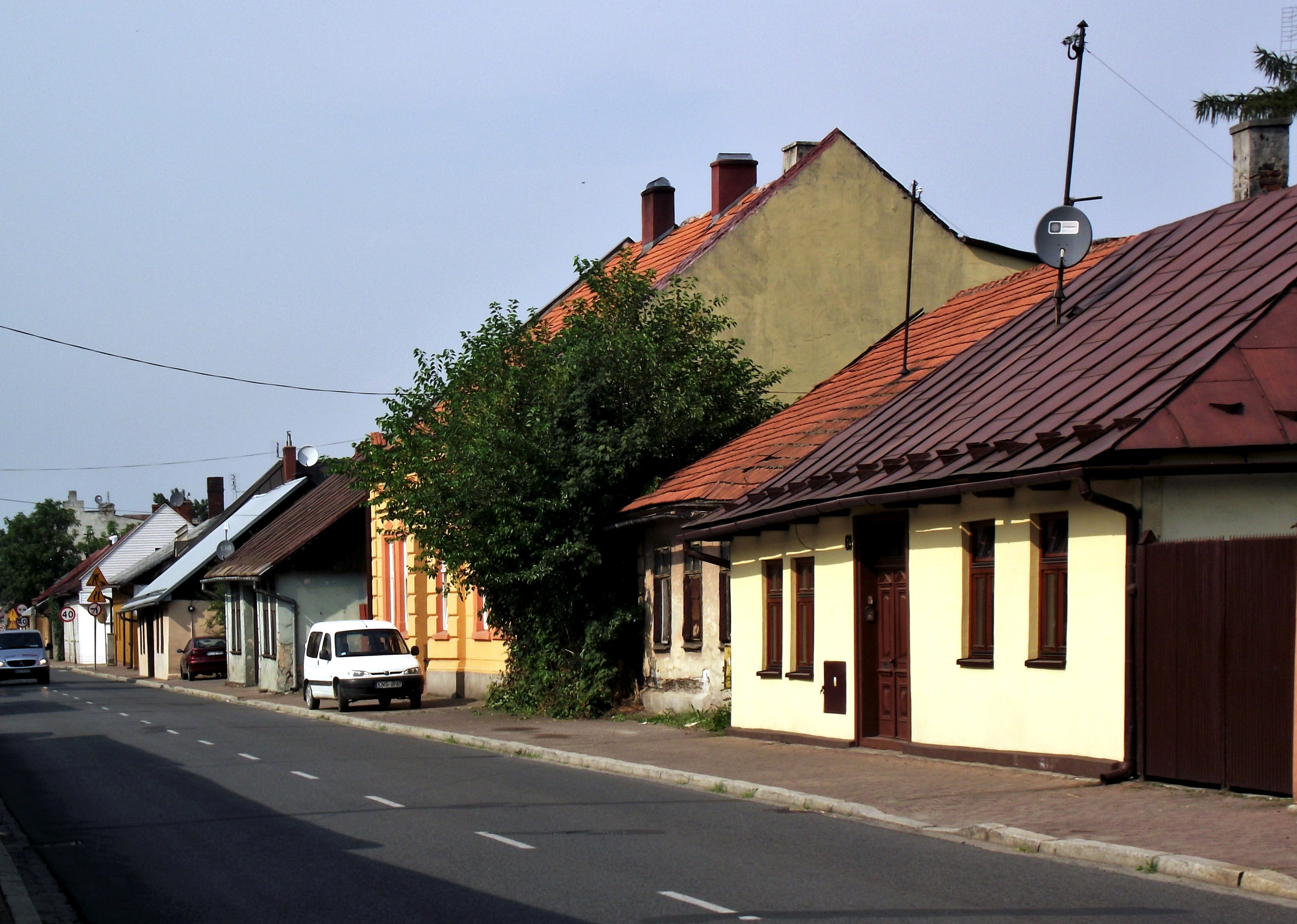
Ulica Sobieskiego

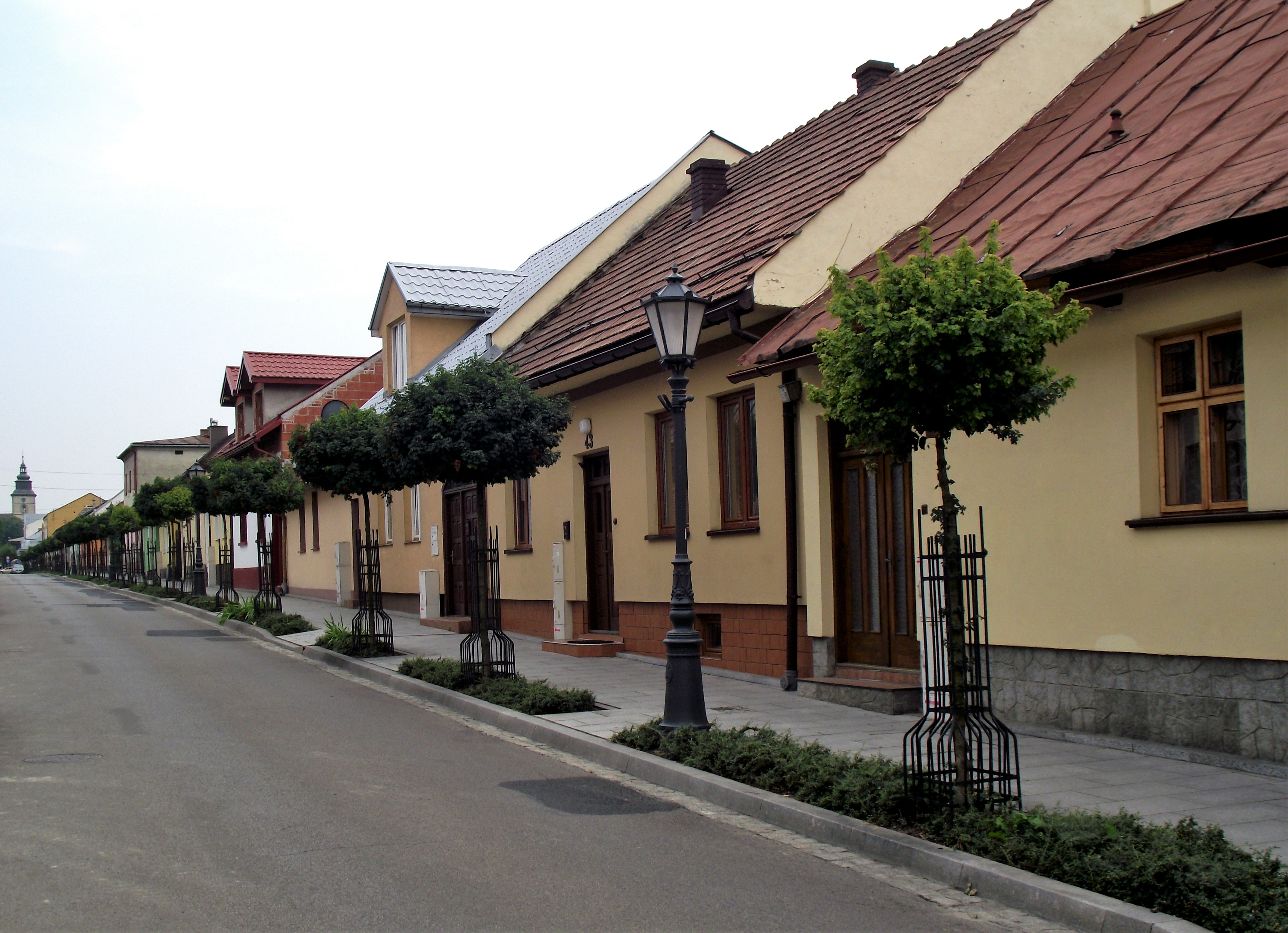
Ulica 11 Listopada

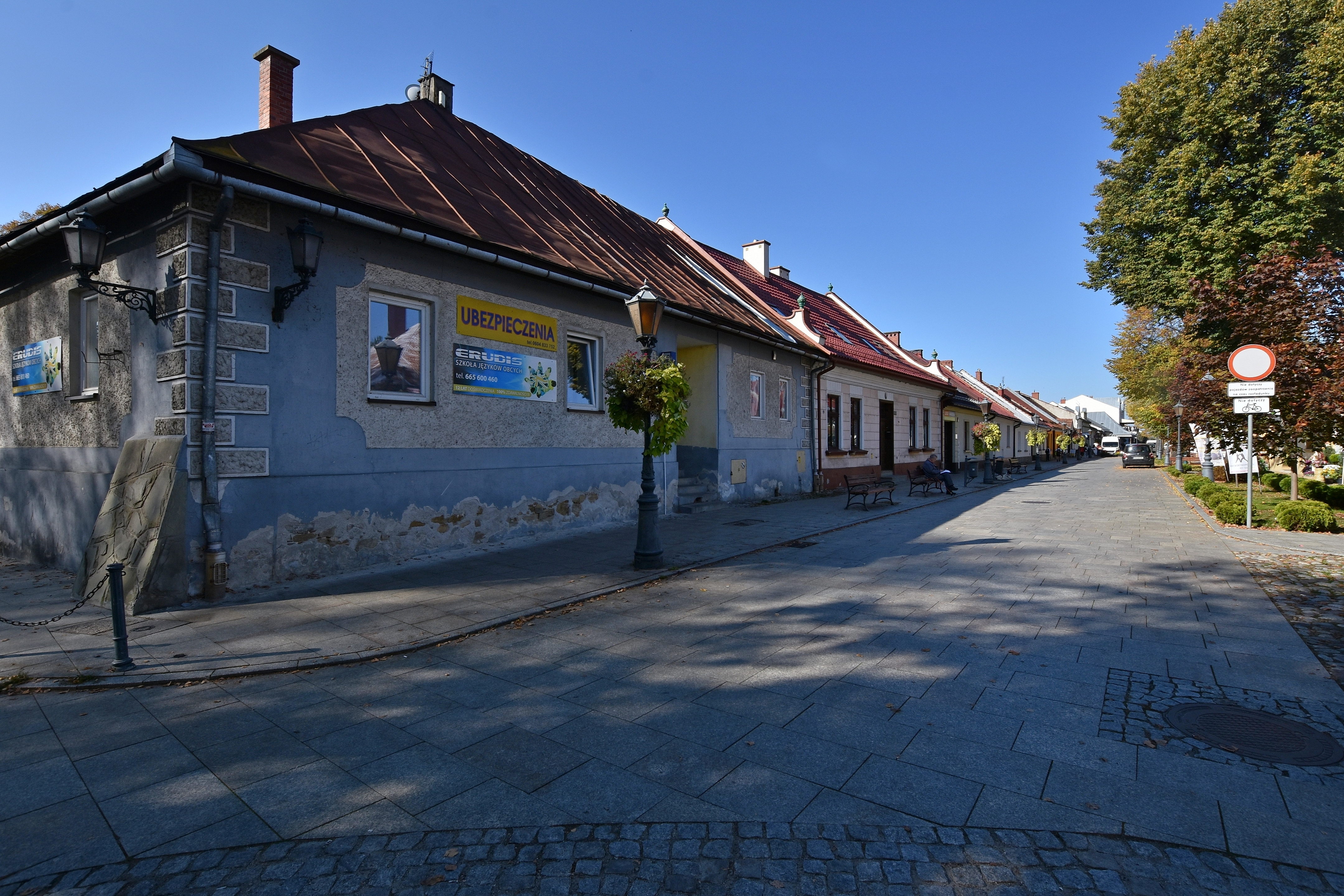
Ulica Kazimierza Wielkiego

Stary Sącz – miasto w województwie małopolskim, w powiecie nowosądeckim, siedziba gminy miejsko-wiejskiej Stary Sącz.
Prywatne miasto duchowne Sądecz Stary, własność klasztoru klarysek w Starym Sączu, położone było w drugiej połowie XVI wieku w powiecie sądeckim województwa krakowskiego. W latach 1975–1998 miasto administracyjnie należało do woj. nowosądeckiego. Jedno z najstarszych miast w Polsce, uzyskało prawa miejskie w XIII w. Leży na szlaku bursztynowym.

## Położenie
Stary Sącz położony jest na wypłaszczeniu Kotliny Sądeckiej, w widłach rzek Dunajca i Popradu, na wysokości ok. 320 m n.p.m.

## Historia

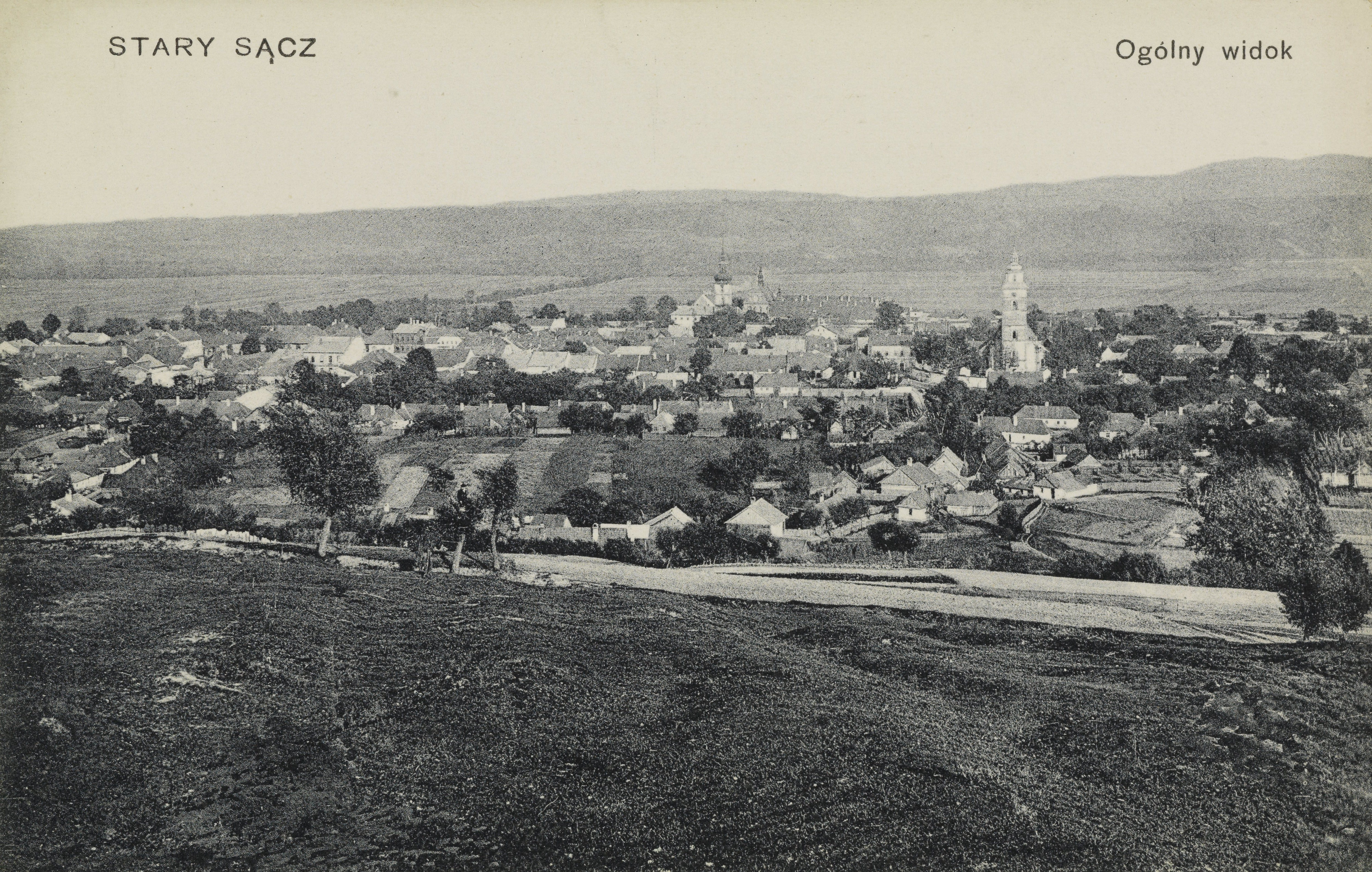
Panorama Starego Sącza około 1920

Pierwsza wzmianka na temat Starego Sącza datowana jest na 1257 r., kiedy to książę krakowsko-sandomierski Bolesław Wstydliwy nadał księżniczce węgierskiej Kindze ziemię sądecką obejmującą tereny w trójkącie: Biecz – Limanowa – Podoliniec (obecnie Słowacja) jako zastaw za posag wniesiony do Polski. Kinga uwłaszczyła otrzymanymi dobrami (w tym miastem Stary Sącz) założony przez siebie starosądecki klasztor klarysek. W tym samym czasie przeniesiono do Starego Sącza z Podegrodzia siedzibę lokalnych władz.
W 1358 r. Kazimierz III Wielki zezwolił na lokację Starego Sącza na prawie magdeburskim, jednocześnie zwolnił miasto od danin. W 1410 r. miasto zostało spalone przez wojska Zygmunta Luksemburskiego dowodzone przez Ścibora ze Ściborzyc.
W 1679 r. w kościele św. Elżbiety powstały unikatowe organy, odtworzone w latach 2021–2023.

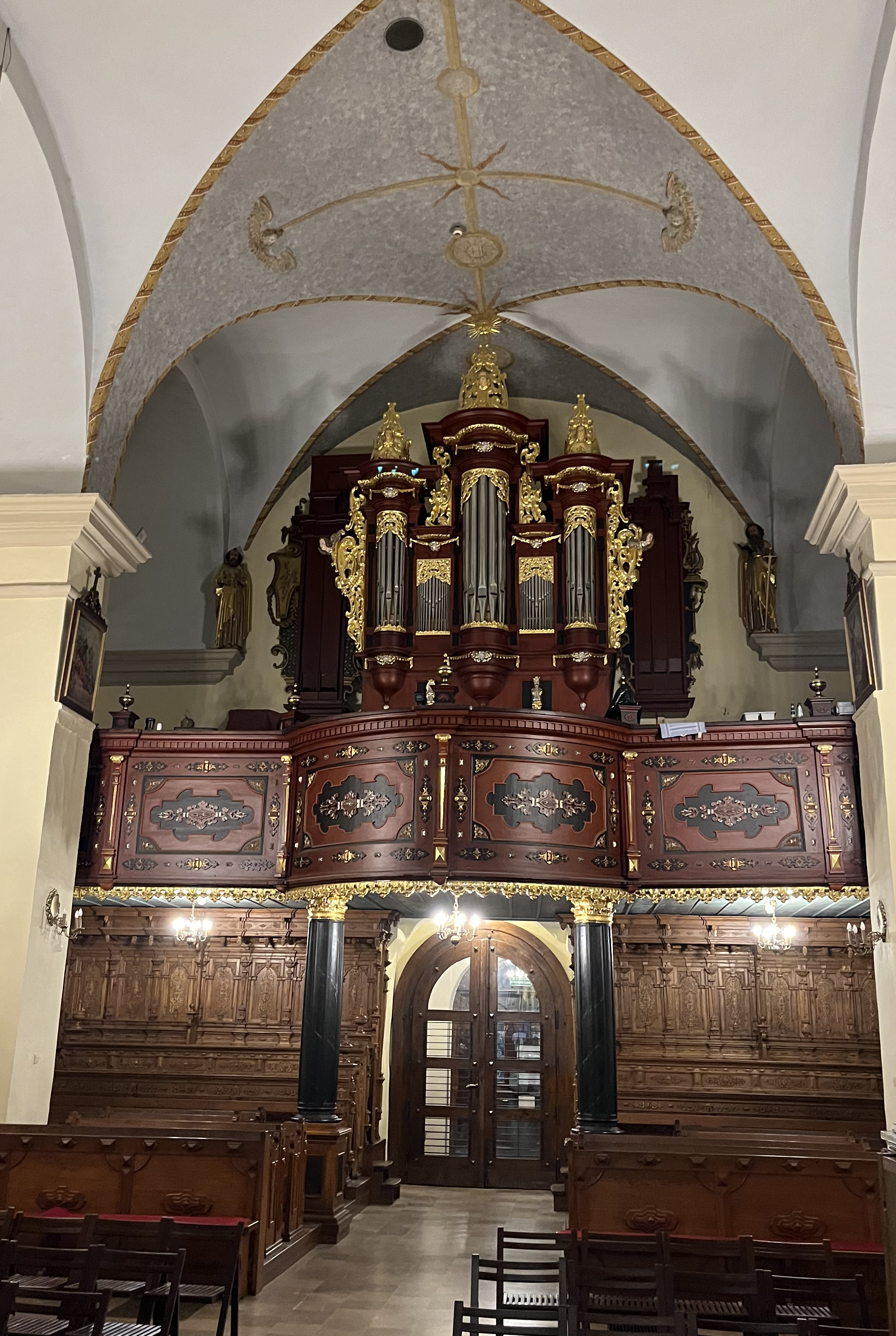
odbudowane organy Jana Głowińskiego (1679) w kościele pw. św. Elżbiety Węgierskiej w Starym Sączu

W 1683 r. król Jan III Sobieski po stoczonej bitwie pod Wiedniem, w drodze powrotnej do Warszawy odwiedził miasto, by pokłonić się szczątkom księżnej Kingi. Poparł wówczas starania o beatyfikację Kingi, a w 1690 r. papież Aleksander VIII ogłosił Kingę błogosławioną.
18 kwietnia 1770 r., w czasie Konfederacji barskiej, w okolice miasta przybył marszałek łomżyński Kazimierz Pułaski w celu pomocy wojskom Tomasza Wilkowskiego oraz oddziałom rozstawionym między Czarnym Dunajcem i Konieczną. Pod Starym Sączem doszło do kilkugodzinnej potyczki. W 1770 r. cesarzowa Maria Teresa zajęła starostwa czorsztyńskie, nowotarskie i sądeckie wraz ze Starym Sączem. Jednak w dalszym ciągu na tych terenach trwały walki konfederatów.
Po I rozbiorze Polski Stary Sącz wszedł w skład Galicji. Do Polski wrócił w 1918 r.
Miasto wielokrotnie nawiedzały pożary. Największy miał miejsce w 1795 r., kiedy spaleniu uległo niemal całe miasto wraz z ratuszem (obecnie jego rekonstrukcja znajduje się w miasteczku galicyjskim w Sądeckim Parku Etnograficznym w Nowym Sączu). Z pożogi ocalał jedynie kamienny dom mieszczański z XVII w., zwany „Domem na Dołkach”. Z biegiem lat miasto stopniowo traciło na znaczeniu na rzecz założonego w 1292 r. Nowego Sącza.
W 1928 roku burmistrzem był dr Edward Szayer, odznaczony Złotym Krzyżem Zasługi za „zasługi w pracy społecznej i samorządowej”.
Podczas okupacji hitlerowskiej, w 1941 roku Niemcy utworzyli getto dla żydowskich mieszkańców. Przebywało w nim około 1000 Żydów. 28 sierpnia 1942 roku zostali wywiezieni do obozu zagłady w Bełżcu.

## Demografia

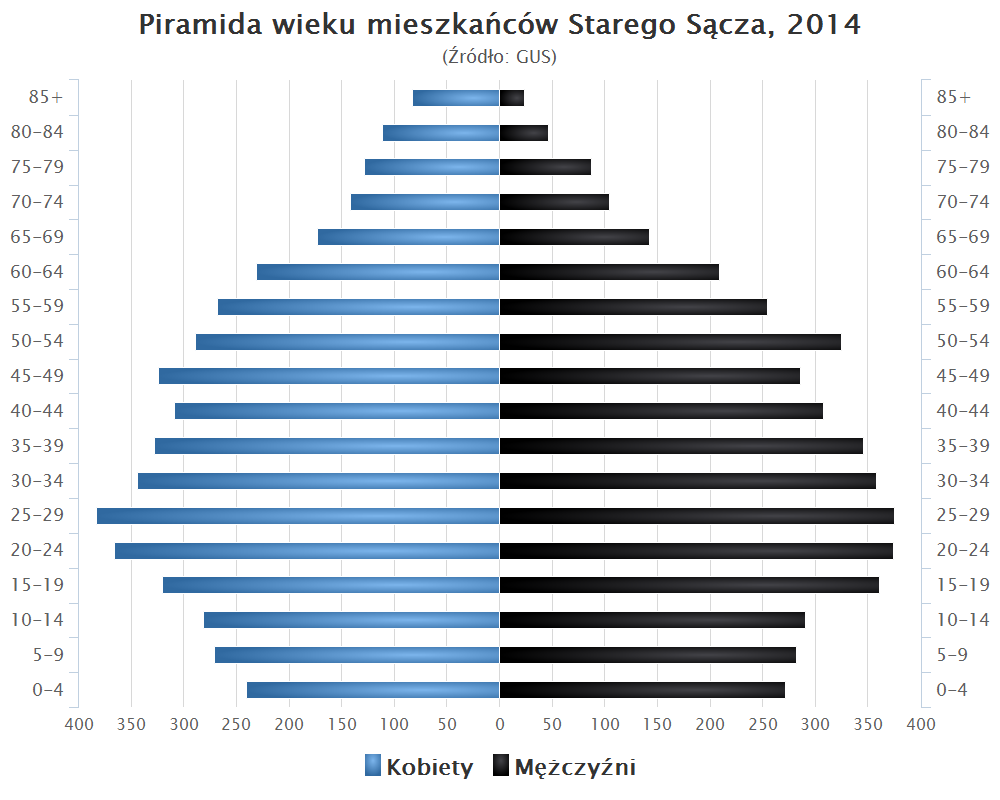
Piramida wieku mieszkańców Starego Sącza w 2014 roku

## Zabytki

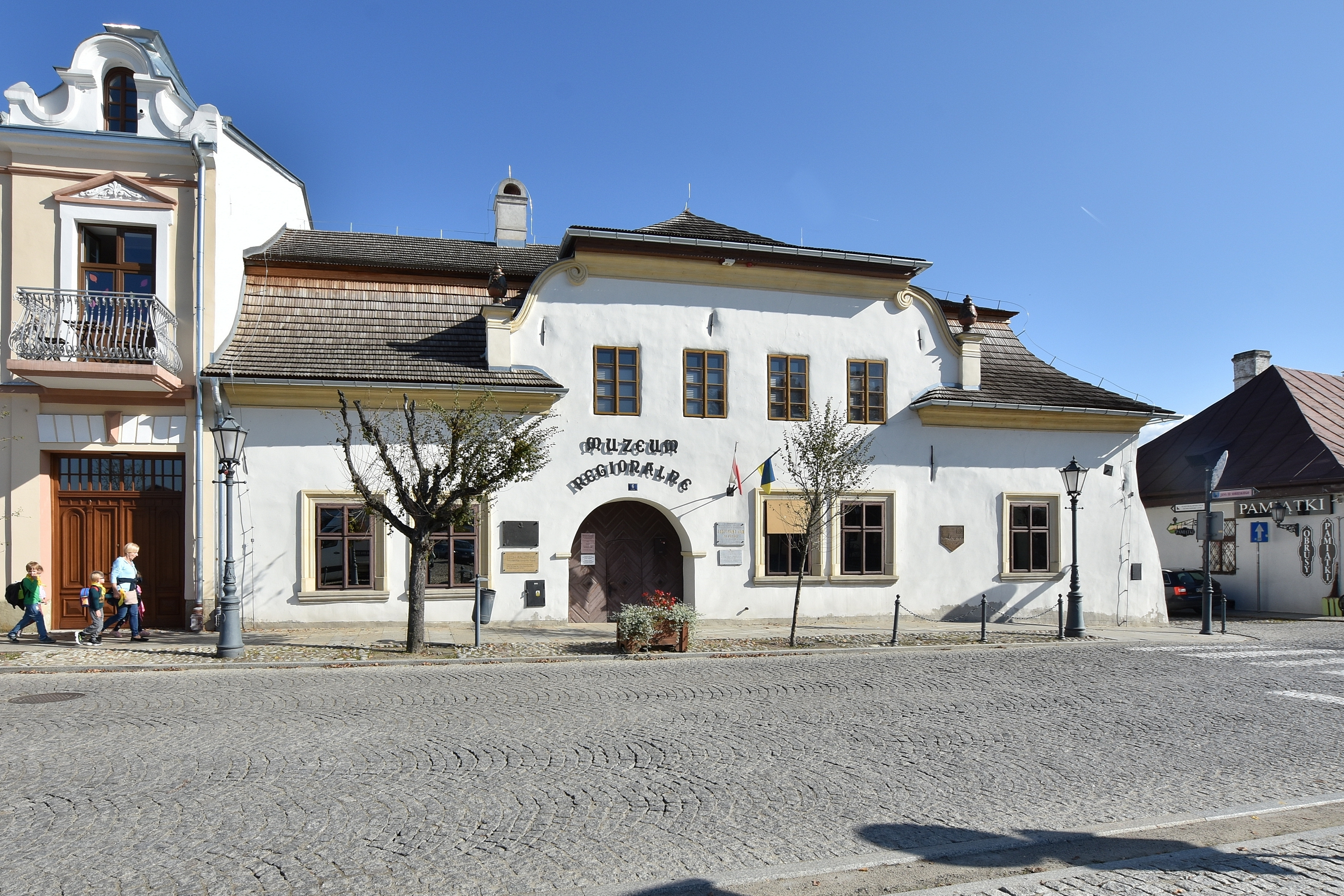
„Dom na dołkach” w starosądeckim rynku, obecnie Muzeum Regionalne

Zabudowa rynku to przykład architektury średniowiecznej. Do 1795 r. na rynku stał ratusz, spłonął on jednak i nigdy nie został odbudowany. Zachowany z pożaru XVII-wieczny dom mieszczański, zwany „Domem na Dołkach”, mieści muzeum regionalne. Siedziba władz gminy mieści się w budynku folwarcznym dawnego klasztoru franciszkanów. Ze względu na zachowaną średniowieczną zabudowę miasta, w 1954 Stary Sącz uznano za rezerwat urbanistyczny.
W Starym Sączu znajduje się klasztor klarysek założony przez księżną Kunegundę, żonę Bolesława Wstydliwego. Księżna po śmierci męża sama wstąpiła do klasztoru w 1279 r. Do tego klasztoru wstąpiła również królowa Jadwiga, żona Władysława Łokietka i matka Kazimierza Wielkiego, która zmarła w 1339 r. W zbiorach bibliotecznych klasztoru zachowały się cenne rękopisy muzyczne z XIII w., świadczące o niezwykle wysokim poziomie ówczesnej kultury muzycznej regionu. Jeden z manuskryptów zawiera czterogłosowy conductus Omnia Beneficia, dzieło uważane za najstarszy zabytek polskiej muzyki wielogłosowej. W 1683 r. Jan III Sobieski, wracając tędy spod Wiednia, podarował klaryskom zdobyty na Turkach sztandar, który jest do dziś przechowywany w klasztorze. W 2016 usunięto sprzed klasztoru ok. 400-letnią lipę, która w myśl legendy miała być znacznie starsza: żywot św. Kingi donosi, że wyrosła ona w ciągu jednej nocy z laski wbitej w ziemię przez późniejszą świętą. Według innej wersji lipa uległa zniszczeniu w pożarze miasta z 1644, ale odrosła z zachowanych korzeni.

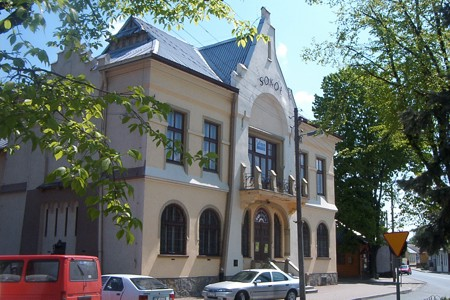
Budynek „Sokoła”

Przy klasztorze funkcjonuje gotycki kościół pw. św. Trójcy i św. Klary. Wnętrze świątyni udekorowane jest barokowymi polichromiami przedstawiającymi życie fundatorki. Najcenniejszym zabytkiem kościoła jest ambona z 1671 r. w kształcie drzewa Jessego. Organy kościelne mają dwie klawiatury: jedną w części dla osób świeckich i przeznaczoną dla świeckiego organisty, drugą w części zamkniętej (klauzurze) i przeznaczoną dla siostry zakonnej. W 2003 r. zidentyfikowano w klasztorze najstarszy polski klawikord, zbudowany w Krakowie w XVII w.
Świątynią parafialną Starego Sącza jest pochodzący z przełomu XIV i XV w. kościół św. Elżbiety Węgierskiej, pierwotnie gotycki, później częściowo przebudowany w epoce baroku. Do parafii św. Elżbiety Węgierskiej należy również XVII-wieczny kościółek Świętych Rocha i Sebastiana (cmentarny).

## Kultura i turystyka

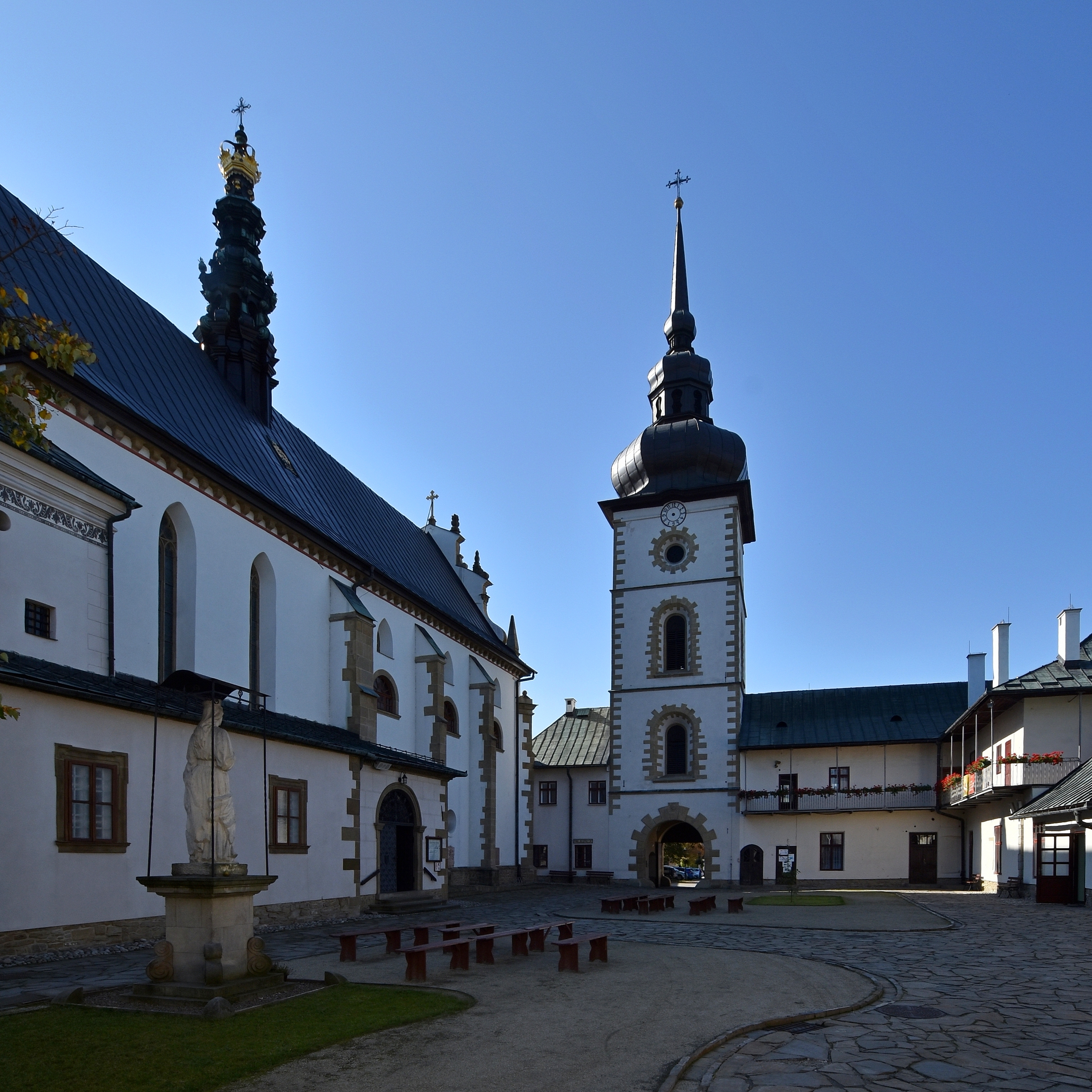
Zespół klasztorny klarysek

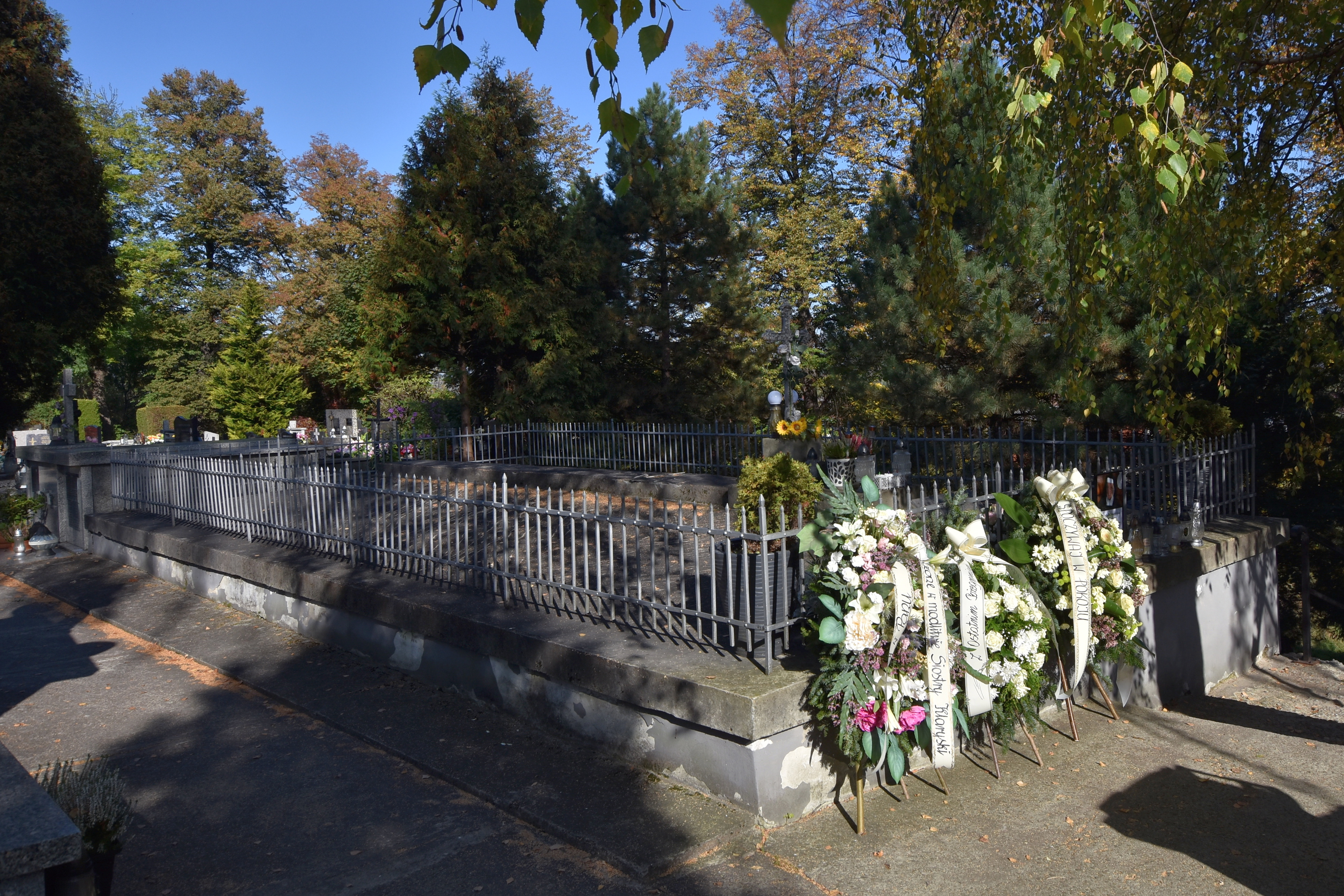
Zabytkowy grobowiec katakumbowy klarysek

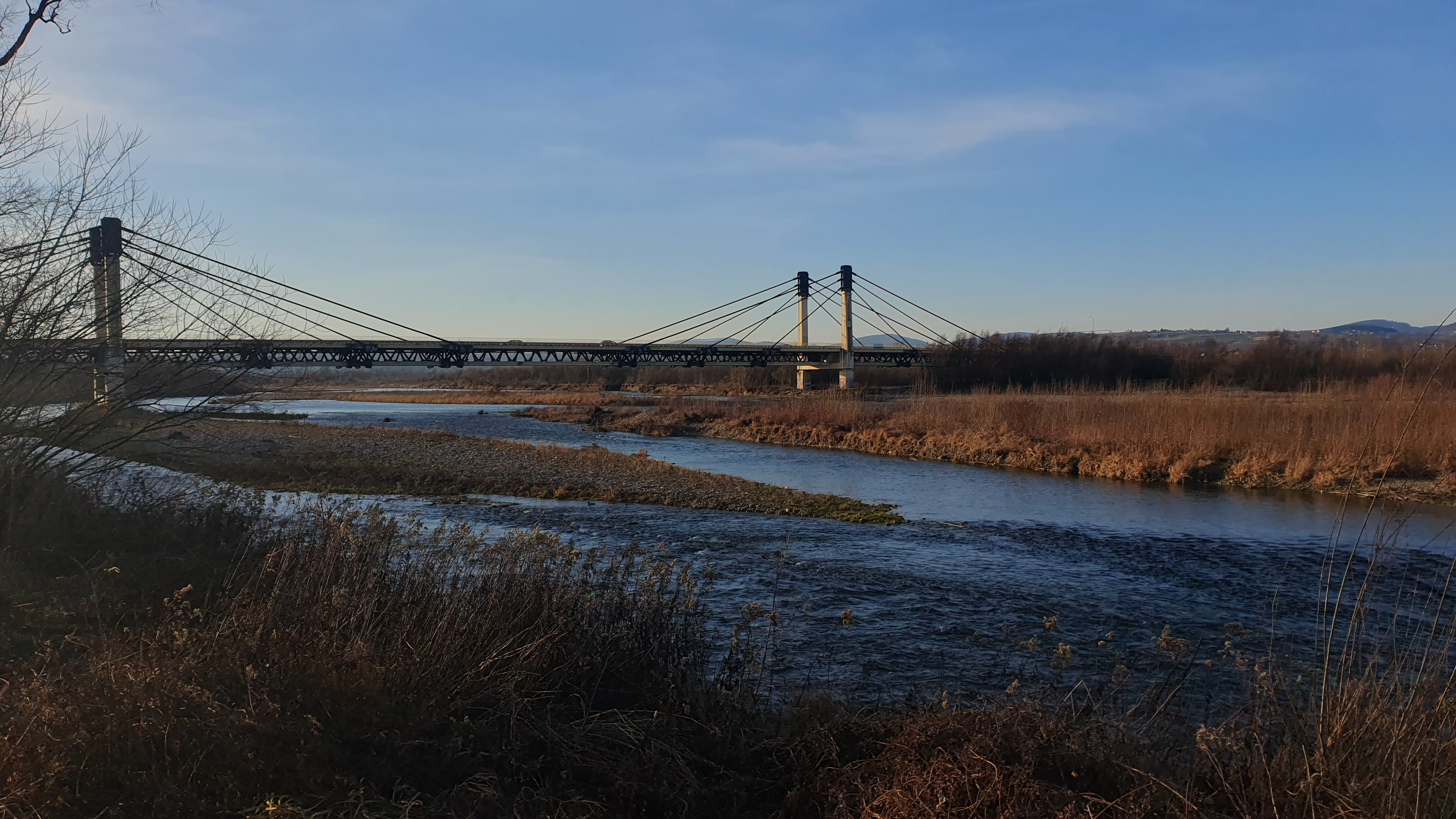
Most im. św. Kingi

Od 1975 r. w Starym Sączu odbywa się Starosądecki Festiwal Muzyki Dawnej. Jego twórcą i pierwszym dyrektorem był Stanisław Gałoński, który tę funkcję piastował do roku 1991. Kolejni dyrektorzy artystyczni to: Marcin Bornus-Szczyciński (1992–1997), Stanisław Welanyk (1999–2008) i Andrzej Citak (2009–2012). Od 2013 r. dyrektorem artystycznym jest Marcin Szelest. Koncerty odbywają się w kościele klasztornym ss. klarysek pw. św. Klary i św. Trójcy Przenajświętszej i parafialnym pw. św. Elżbiety Węgierskiej. Od 2014 r. pierwszy koncert tzw. prolog festiwalu odbywa się na słowackim Spiszu. Poza wykonawcami polskimi brali w nim udział m.in. muzycy z Ukrainy, Francji, Niemiec, Gruzji, Czech, Szwajcarii, Szwecji i Finlandii.
W widłach Dunajca i Popradu rozciągają się tereny rekreacyjne z kilkoma zarybionymi stawami o łącznej powierzchni 16 ha. Wokół miasta rozciąga się Popradzki Park Krajobrazowy.
Na starosądeckich błoniach znajduje się ołtarz zbudowany z okazji wizyty papieża Jana Pawła II. Podczas odprawionej 16 czerwca 1999 r. na nim mszy papież kanonizował świętą Kingę.
Przy stacji PKP w Starym Sączu rozpoczyna się szlak , który biegnie do zachodniego zbocza Wielkiej Przehyby (czas przejścia – 4:50 h).

### Stary Sącz w sztuce
Stary Sącz od wieków dawał natchnienie artystom. Dawny dworzec kolejowy w Starym Sączu został przedstawiony na obrazie Nikifora Krynickiego. W latach pięćdziesiątych XX w. uliczki tego miasta przenosił na swe obrazy Jan Cybis. W roku 1983 film fabularny Wakacje z Madonną zrealizował w plenerach Starego Sącza Jerzy Kołodziejczyk. Akcja filmu jest ściśle związana z miastem. Na początku XXI w. miasto fotografował Adam Bujak. Zdjęcia zostały opublikowane w albumie Pieśń o Starym Sączu. W 2007 r., nakładem wydawnictwa Biały Kruk, wydany został album Gród św. Kingi.

## Sport
W mieście mecze rozgrywają MKS Sokół Stary Sącz, klub piłkarski występujący w nowosądeckiej klasie okręgowej, a także MUKS Poprad Stary Sącz, siatkarski klub sportowy z wieloma sukcesami na swoim koncie. W 2014 r. starosądeczanki awansowały do drugiej ligi.

## Ochotnicza Straż Pożarna
Stary Sącz ma swoją jednostkę Ochotniczej Straży Pożarnej, która została założona w 1874 roku, włączoną do Krajowego Systemu Ratowniczo-Gaśniczego od 1995 roku. Jednostka posiada 4 samochody bojowe: GBARt 3/30 Volvo FL 280, GCBA 3/24 Renault Midliner G230, GLBARt 1/12 Iveco Turbo Daily i SLRR Land Rover.

## Współpraca międzynarodowa
Miasta i gminy partnerskie:
- Lewocza, Słowacja, umowa z 20 sierpnia 2003 roku.
- Liptovský Hrádok – Słowacja, umowa z 30 czerwca 2001 roku.
- Keszthely – Węgry, umowa z 27 czerwca 2001 roku.
- Dunakeszi – Węgry, umowa z 28 września 2007 roku.
- Kosd – Węgry, umowa z 17 grudnia 2011 roku
- Czugujew – Ukraina, umowa z 25 kwietnia 2004 roku.
- Menconico – Włochy, umowa z 28 września 2003 roku.
- Ness-Ziona – Izrael, umowa z 11 marca 1996 roku

## Honorowi obywatele
- Kazimierz Badeni[10]
- Andrzej Duda – Prezydent Rzeczypospolitej Polskiej[11]
- Stanisław Gałoński[12]
- kardynał Stanisław Dziwisz[12]
- arcybiskup Wiktor Skworc[12]
- Marian Cycoń
- ks. prałat Alfred Kurek[13]